# Sirdavidia solannona
Sirdavidia es un género monotípico de plantas con flores de la familia Annonaceae descrito el 4 de febrero de 2015 por Thomas LP Couvreur del Instituto de Investigación para el Desarrollo de Francia, Raoul Niangadouma del Herbier National du Gabon, Bonaventure Sonké de la Universidad de Yaundé y Hervé Sauquet de la Universidad Paris-Sud. El género fue nombrado en honor a Sir David Attenborough. La especie Sirdavidia solannona fue descubierta y recolectada en Gabón en el parque nacional Crystal Mountains el 15 de noviembre de 2013, a elevaciones de 300-600 metros. El nombre de la especie se refiere a la semejanza de las flores con las de las especies de Solanum.

## Descripción
Sirdavidia se distingue de otras Annonaceae por su morfología floral, que es indicativa de la polinización zumbante, un fenómeno que nunca se ha observado en Annonaceae o Magnoliidae, pero es común entre Solanaceae.
Esta especie es un árbol que crece de 4 a 6 metros de alto con un tronco angosto de unos pocos centímetros de ancho. Las hojas son de hasta 26 centímetros de largo por 9 de ancho, de forma aproximadamente ovalada con puntas largas y puntiagudas. Las inflorescencias ocurren en las axilas de las hojas y directamente desde el tronco. Hay flores masculinas y bisexuales. Cada uno está formado por tres verticilos: un verticilo de sépalos rojos y dos verticilos de pétalos rojos. A medida que la flor madura, los pétalos se extienden hacia afuera y algunas veces se curvan hacia atrás, hacia el tallo. En el centro hay 16 a 19 estambres con puntas de color amarillo brillante. La fruta madura y las semillas aún no han sido descritas.